# FORMOSAT-5
FORMOSAT-5 (en chinois 福爾摩沙衛星五號) est un satellite d'observation de la Terre  de l'agence spatiale taïwanaise, la National Space Organization de Taïwan. Il a été placé sur une orbite héliosynchrone en 2017 par une fusée Falcon 9. C'est le premier satellite de ce type de fabrication nationale. Sa masse est de 475 kilogrammes. La charge utile principale est une caméra utilisée   pour des applications de télédétection (surveillance de l'environnement, prévention et traitement des désastres, etc.). Les images ont une résolution spatiale de 2 mètres (panchromatique) et de 4 mètres (multi-spectrales). Il embarque également un instrument scientifique AIP (Advanced Ionospheric Probe) destiné à mesurer les caractéristiques du plasma dans l'ionosphère (concentration, vitesse, température et champs magnétiques locaux) sur plusieurs échelles spatiales. Formosat-5 prend la suite de Formosat-2.